# لیروی چانگ
 لیروی چانگ (انگلیسی: Leroy Chang؛ زاده ۲۰ ژانویه ۱۹۳۶ درگذشته ۱۰ اوت ۲۰۰۸) یک فیزیک‌دان بود.